# Amtsgericht Rottenburg am Neckar

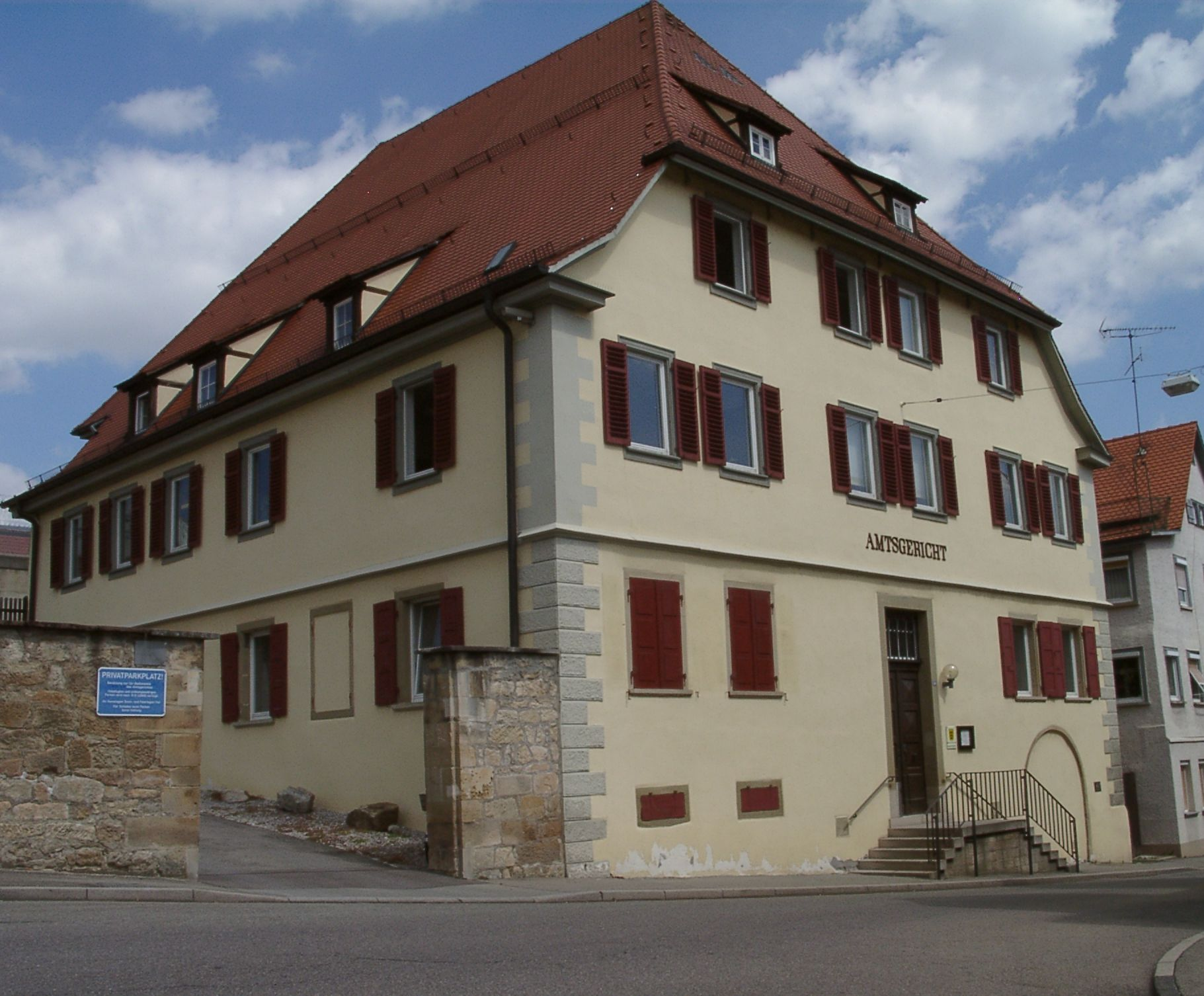
Amtsgerichtsgebäude in der Oberen Gasse

Das Amtsgericht Rottenburg am Neckar ist ein Gericht der ordentlichen Gerichtsbarkeit und eines der sieben Amtsgerichte im Bezirk des Landgerichts Tübingen.

## Gerichtsbezirk und -sitz
Sachlich zuständig ist das Amtsgericht Zivil-, Familien- und Strafsachen.
Der Gerichtsbezirk des Amtsgerichts Rottenburg umfasst die Stadt Rottenburg am Neckar sowie die Gemeinden Neustetten, Starzach und Hirrlingen. 
Für Insolvenzsachen ist das Amtsgericht Tübingen zuständig. Zwangsversteigerungssachen werden ebenfalls dort durchgeführt. Das Amtsgericht Stuttgart verwaltet die Handels-, Gesellschafts- und Partnerschaftsregister.
Das Landgericht Tübingen ist dem Amtsgericht Rottenburg übergeordnet. Zuständiges Oberlandesgericht ist das Oberlandesgericht Stuttgart.
Für das Amtsgericht ist die Staatsanwaltschaft Tübingen zuständig.

## Gebäude
Das Gericht befindet sich der Oberen Gasse 44 in 72108 Rottenburg am Neckar. 